# Laban (tecknad serie)
Laban (engelska Fred Basset) är en brittisk dagspresserie som handlar om en basset som heter Laban. Den skapades av skotten Alex Graham (1913–1991) och förekom för första gången i Daily Mail den 8 juli 1963. Efter Grahams död och en mängd serierepriser tog Michael Martin över produktionen av serien, i samarbete med Grahams dotter Arran. I Sverige återfinns serien dagligen i bland annat Falukuriren, Göteborgs-Posten, Upsala Nya Tidning, Sydsvenskan och Jönköpings-Posten.

## Karaktäristika
Serien Laban skiljer sig ofta karaktärsmässigt från mer klassiska serier såsom Gustaf eller Snobben. Många strippar beskriver vardagssituationer ur en hunds perspektiv. Det kan saknas en traditionell historia med slut eller en tydlig poäng. Den lakoniska stilen och avsaknaden av tydliga poänger har gjort att serien flitigt parodierats och häcklats såsom sinnebilden för en föråldrad och sömnig dagsstrippsrutin.